# Susukan (Bojong Gede)
Susukan is een bestuurslaag in het regentschap Bogor van de provincie West-Java, Indonesië. Susukan telt 17.766 inwoners (volkstelling 2010).